# Patrick Asiata
Patrick Asiata (13 agosto 1985) è un calciatore samoano, centrocampista del Kiwi.

## Carriera

### Nazionale
Ha debuttato in Nazionale il 3 giugno 2012, in Vanuatu-Samoa (5-0). Ha partecipato, con la Nazionale, alla Coppa delle nazioni oceaniane 2012. Ha collezionato in totale, con la maglia della Nazionale, due presenze.